# Gmina Potęgowo
Die Gmina Potęgowo ist eine Landgemeinde im Powiat Słupski der Woiwodschaft Pommern in Polen. Sie hat eine Fläche von 227,9 km² und etwa 7000 Einwohner. Ihr Sitz ist das gleichnamige Dorf (deutsch Pottangow, kaschubisch Pòtãgòwò) mit etwa 1400 Einwohnern.

## Geographie
Die Landgemeinde liegt in Hinterpommern, etwa 25 Kilometer östlich von Słupsk (Stolp). Zu den Gewässern gehören die Flüsse Łupawa (Lupow), Łeba (Leba) und Darżyńska Struga (Darsiner Bach) der einen eiszeitlichen Talzug durchfließt.
Nachbargemeinden sind: Cewice (Zewitz), Czarna Dąbrówka (Schwarz Damerkow), Damnica (Hebrondamnitz), Dębnica Kaszubska (Rathsdamnitz), Główczyce (Glowitz) und Nowa Wieś Lęborska (Neuendorf).

## Geschichte
Bis 1998 gehörte die Landgemeinde zur Woiwodschaft Słupsk.

## Gliederung

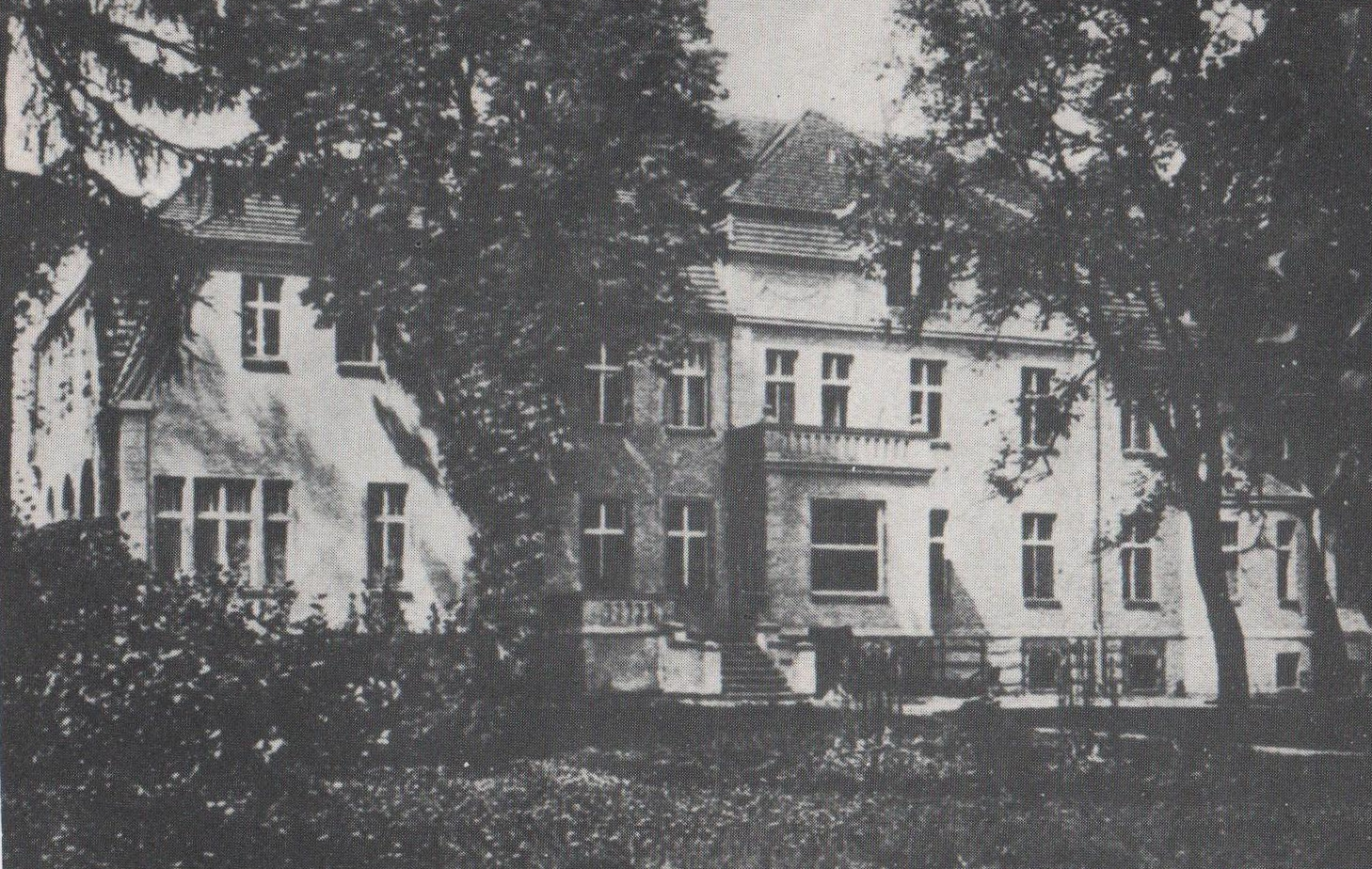
Das Gutshaus in Rexin, heute Rzechcino

Die Landgemeinde Potęgowo untergliedert sich in 24 Dörfer mit Schulzenamt (sołectwo):
| - Chlewnica (Karlshöhe) - Czerwieniec (Schierwenz) - Darżynko (Neu Darsin) - Darżyno (Darsin) - Dąbrówno (Schöneichen) - Głuszynko (Klein Gluschen) - Głuszyno (Groß Gluschen) - Grąbkowo (Grumbkow) - Grapice (Grapitz) - Karznica (Wendisch Karstnitz, 1938–1945 Ramnitz) - Łupawa (Lupow) - Malczkowo (Malzkow) | - Nieckowo (Neitzkow) - Nowa Dąbrowa (Neu Damerow) - Nowe Skórowo (Neu Schurow) - Potęgowo (Pottangow) - Radosław (Hermannshöhe) - Runowo (Groß Runow) - Rzechcino (Rexin) - Skórowo (Schurow) - Warcimino (Varzmin) - Wieliszewo (Velsow) - Żochowo (Sochow) - Żychlin (Zechlin) |

Weitere Ortschaften sind: Gaje (Eduardshof), Grapiczki (Neu Grapitz), Huta, Malczkówko (Neu Malzkow), Nowina, Piaseczno (Fuchsberg), Poganice (Poganitz), Rzechcinko (Neu Rexin), Rębowo (Rambow), Węgierskie (Vangerske, 1938–1945 Wiesenberg) und Żochówko (Neu Sochow).

## Verkehr
Südlich von Potęgowo verläuft die Landesstraße DK 6 (Europastraße 28, ehemals deutsche Reichsstraße 2) von Stettin nach Danzig.
Im Norden von Potęgowo befindet sich der Bahnhof an der PKP-Linie 202 von Stargard nach Danzig.